# Теляковское (озеро)
Теляко́вское (бел. Теляко́ўскае) — озеро в Мядельском районе Минской области Белоруссии. Располагается к северо-востоку от деревни Теляки. Относится к бассейну реки Мяделка. Входит в состав Мядельской группы озёр.
Площадь зеркала составляет 0,026 км². Длина — 0,2 км, наибольшая ширина — также 0,2 км. Длина береговой линии — 0,6 км.
Котловина остаточного типа. Высота склонов достигает 20 м. Берега сливающиеся со склонами, заболоченные, поросшие деревьями и кустарником. Озеро зарастает вдоль берегов.
Через водоём протекает ручей, впадающий в озеро Мядель.